# 朗迪让
朗迪让（法語：Landujan，法語發音：[lɑ̃dyʒɑ̃]）是法国伊勒-维莱讷省的一个市镇，属于雷恩区。

## 地理
朗迪让（48°15'1"N, 1°59'47"W）面积14.32 平方千米，位于法国布列塔尼大區伊勒-维莱讷省，该省份为法国西北部沿海省份，位于布列塔尼半岛东部，北濒大西洋，西接阿摩尔滨海省和莫尔比昂省，南至大西洋卢瓦尔省，西南端接曼恩-卢瓦尔省，东临马耶讷省，东北与芒什省接壤。
与朗迪让接壤的市镇（或旧市镇、城区）包括：伊罗杜埃、梅德雷阿克、布列塔尼地区蒙托邦、圣佩恩、滨湖拉沙佩勒迪卢。

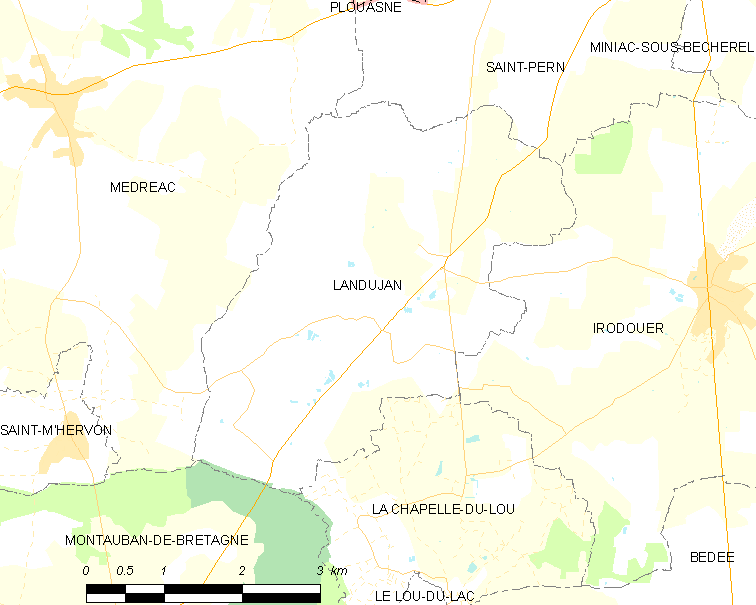
朗迪让的OSM定位图

朗迪让的时区为UTC+01:00、UTC+02:00（夏令时）。

## 行政
朗迪让的邮政编码为35360，INSEE市镇编码为35143。

## 政治
朗迪让所属的省级选区为布列塔尼地区蒙托邦县。

## 人口

1962-2008年间朗迪让人口变化图示

朗迪让于2022年1月1日时的人口数量为930人。